# Liptai Kálmán Csaba
Liptai Kálmán Csaba (néhol csak Liptai Kálmán) (Eger, 1961. október 14. –) magyar pedagógus, matematikus, főiskolai docens, majd tanár, 2013 és 2020 között az egri Eszterházy Károly Főiskola, majd az Eszterházy Károly Egyetem rektora.

## Élete
Az egri Gárdonyi Géza Gimnázium fizika tagozatára járt, majd ott érettségizett 1980-ban. A Kossuth Lajos Tudományegyetemen (KLTE) matematika-fizika szakos tanári diplomát szerzett 1986-ban. A KLTE doktori képzését 1997-ben végezte el, a Diofantikus és konstruktív számelmélet matematikai PhD. program keretében, értekezésének címe: Diophantine problems concerning linear recurrences volt. 1986–87-ben korábbi gimnáziumában tanított, 1987-től az Eszterházy Károly Főiskola Matematika, majd 2003-tól az Alkalmazott Matematika Tanszékének oktatója volt. 1997-től főiskolai docens, 2004 óta főiskolai tanár. Rekurzív sorozatok címmel előadásokat tartott a Debreceni Egyetemen is.
2003 első napjától az Alkalmazott Matematika Tanszék vezetője, 2003. április 1-től a Matematikai és Informatikai Intézet vezetője (2013-ig), 2006. július 1-től a Természettudományi Kar dékánja. 2013. július 1-jén lett a főiskola rektora, majd miután a gyöngyösi Károly Róbert Főiskolával egyesülve egyetemmé vált az Eszterházy, megbízott vezetője lett. 2017. január 1-től kinevezett rektorként irányítja az egyetemet.
Kutatási területe a számelmélet, oktatási területe az analízis, kriptográfia, komputeralgebra.
A Bolyai János Matematikai Társulat Heves megyei tagozatának elnöki tisztségét 2004 óta tölti be, az egri Annales Mathematicae et Informaticae és a debreceni Teaching Mathematics and Computer Science című folyóiratok szerkesztőbizottságának tagja.

## Díjai
- Eszterházy Károly-emlékérem (2004)
- Magyar Felsőoktatásért Emlékplakett (2008)